# Contea di Dongguang
La contea di Dongguang (东光县S, Dōngguāng XiànP) è una contea della Cina, situata nella provincia di Hebei e amministrata dalla prefettura di Cangzhou.